# 小豆温泉
小豆温泉（あずきおんせん）は、福島県南会津郡南会津町にある温泉。

## 概要
檜枝岐村との境近くの会津高原に位置。
標高700メートル付近、伊南川の渓谷沿いに、宿泊施設「花木の宿」と日帰り入浴施設「窓明の湯」が川を挟んで、隣接している。
古くから湯が出ていることが知られていたが、昭和期に伊南村および村民が保養センター「窓明荘」を整備した。
その後「さやけしの里」をテーマに、平成5年度特定地域若者定住促進等緊急プロジェクトを活用して温泉宿泊施設「花木の宿」、日帰り温泉施設「窓明の湯」、レストラン・特産品販売所の「駒の茶屋」が整備された。「窓明の湯」は1995（平成7年）7月、「花木の宿」は1997年（平成9年）8月にオープンした。
2015年4月、老朽化のため「窓明の湯」が閉館し、2018年4月に移転オープンした。移転先は、ドライブイン「駒の茶屋」跡に移転。

## 泉質
- 単純温泉 （低張性弱アルカリ性高温泉）
  - 泉温　58〜61.2℃

## アクセス
国道352号沿線に位置する。
- 会津バスの路線バス（会津田島駅⇔尾瀬沼山峠）「あずき温泉」バス停より徒歩すぐ。
- 東北自動車道 西那須野塩原ICまたは白河ICより、車で約120分。

## 周辺
- 会津高原高畑スキー場
- 木賊温泉
- 檜枝岐温泉